# ナタリー・クリフォード・バーネイ

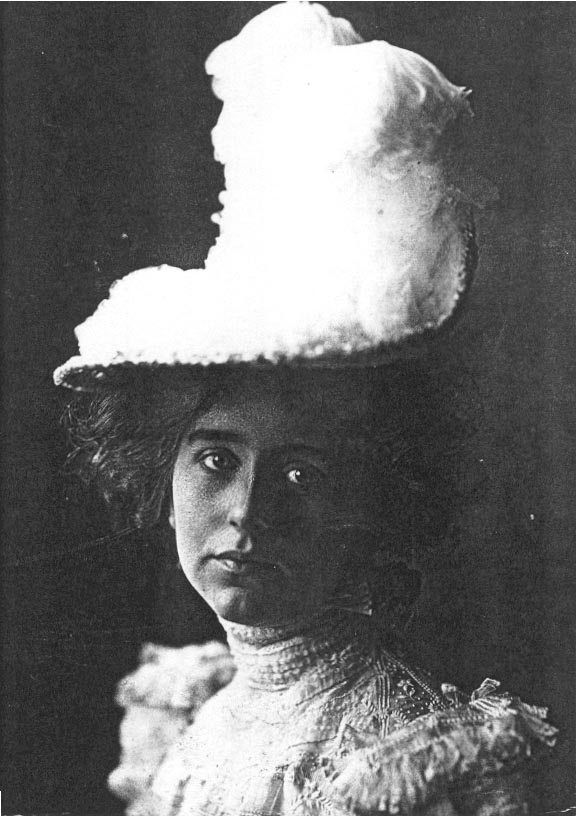
ナタリー・クリフォード・バーネイ（1892年）

ナタリー・クリフォード・バーネイ（Natalie Clifford Barney, 1876年10月31日 - 1972年2月2日）は、アメリカ合衆国オハイオ州生まれのフランスの作家。レズビアンであることを公言し、その生涯にわたる女性遍歴によって有名である。父からイングランドの、母からオランダとドイツの血を引いている。
パリ左岸にあったバーネイのサロンは、60年間以上ものあいだ界中から作家や芸術家を集めたが、そのなかにはアメリカの失われた世代やイギリスのモダニストはもちろん、フランス文学の中心的な作家も大勢いた。
バーネイは、女性作家を応援するとともに、全員が男性であるアカデミー・フランセーズに対抗してアカデミー・デ・ファム（Académie des Femmes、「女性アカデミー」）を結成したが、同時にレミ・ド・グールモンからトルーマン・カポーティに至る男性作家の支持者でもありインスピレーションを与える存在であった。
彼女は公然たる同性愛者で、醜聞すら男を「厄介払いをする最上の方法」と考え、早くも1900年には実名で女性への愛を語った詩を刊行し始めた。また著作においてはフェミニズムや平和主義を支持している。
単婚制に反対しており、平行しながら多くの女性と長く、時に短い関係をもったが、なかでも詩人ルネ・ヴィヴィアンや舞踊家アルメン・オハニアンとの別れてはよりを戻すことを繰り返したロマンティックな関係や画家ロメーン・ブルックスとの50年間にわたる交際が知られている。
彼女の人生と恋愛は多くの小説がモチーフにしていて、その範囲はフランスでベストセラーになった1901年の猥褻な小説『サッポーの田園詩』（Idylle Saphique）から、20世紀で最も有名な女性の同性愛を描いた小説である『さびしさの泉』にまで及ぶ。

## 前半生

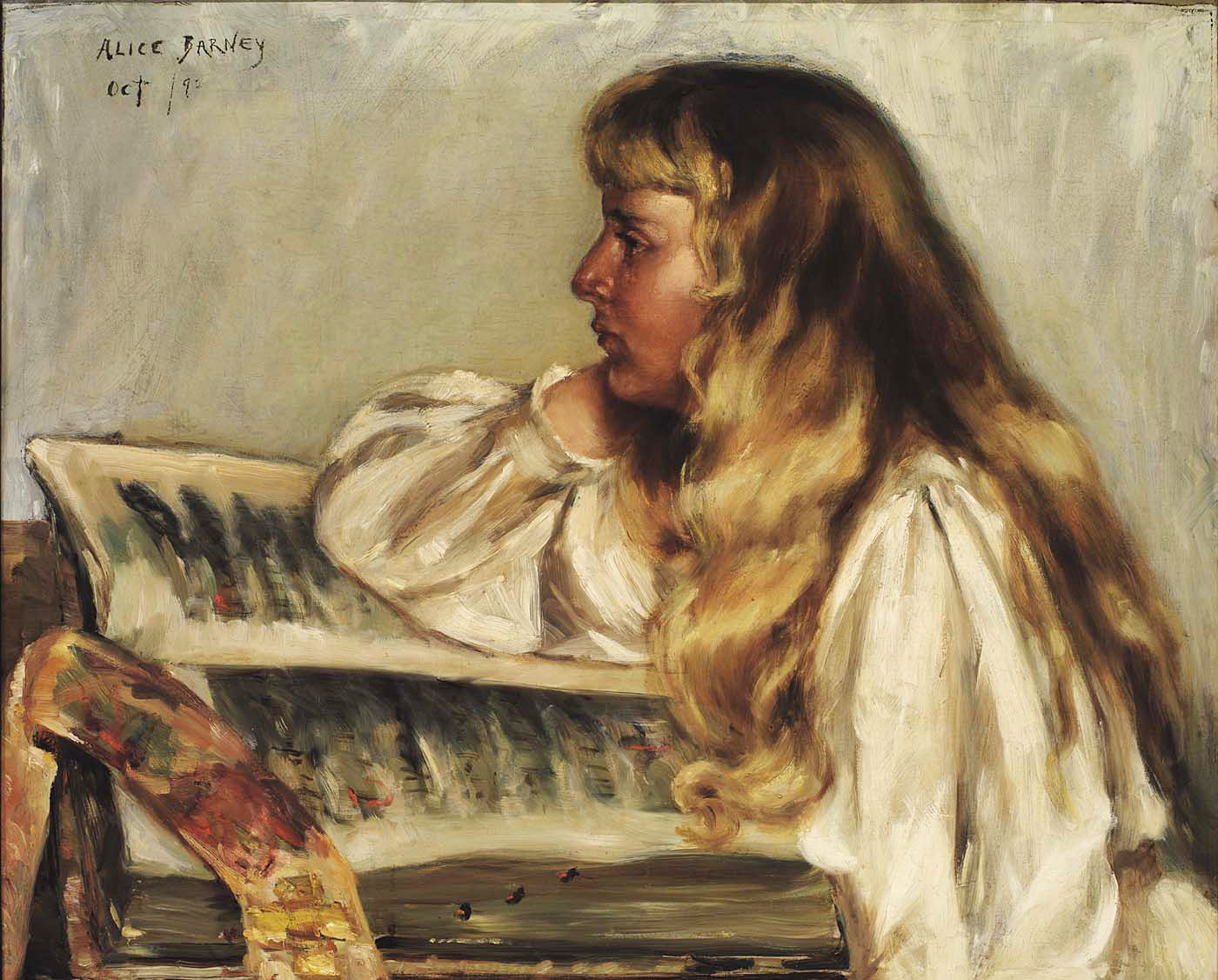
13歳ころのバーネイとミサ典書　アリス・パイク・バーネイ作

バーネイは、1876年にアメリカ合衆国オハイオ州デイトンに、アルバート・クリフォード・バーネイとアリス・パイク・バーネイの子として生まれた。父親はイギリス系の裕福な鉄道車両製造業者の息子で、母親はフランス、オランダ、ドイツ系の血を引いていた。母方の祖父の父親は、ユダヤ人であった。バーネイが5歳のとき、一家はニューヨークのロング・ビーチ・ホテルで避暑をしていたが、偶然にオスカー・ワイルドがアメリカ講演旅行中にそのホテルで講演していた。ワイルドは、幼い男の子の一団から自分の横を走って逃げる彼女をすくいあげ、彼らの手の届かぬところに彼女を置き、ひざの上に彼女を座らせ、物語を聞かせた。翌日、彼は浜辺で彼女と彼女の母といっしょになったが、そこでの会話が、夫の幾年後かの反対にもかかわらず、芸術を真剣に追求する霊感をアリスに与えて彼女の人生行路を変えた。
彼女はのちにカロリュス＝デュラン（Carolus-Duran）やジェームズ・マクニール・ホイッスラーのもとで絵を学んだ。 
アリス・パイク・バーネイの絵画作品の多くは、現在、スミソニアン・アメリカ美術館にある。
当時の多くの少女と同様に、バーネイもでたらめな教育を受けた。 彼女のフランス語への関心は、フランス語を早く習得できるようにジュール・ヴェルヌの物語を音読してくれた女性家庭教師から始まった。のちに彼女と妹ローラ・クリフォード・バーネイはレ・リュシュに通学したが、ここはフェミニストのマリー・スーヴェストル（Marie Souvestre）が創設し、エレノア・ルーズベルトのような有名人が通学したフランスの全寮制学校である。成人として彼女はなまりのないフランス語を流暢に話し、パリに居を定めた。彼女のほとんどすべての刊行作品は、フランス語で書かれた。
彼女が10歳であったとき、一家はオハイオ州からワシントンD.C.に移り、メイン州のバー・ハーバー（Bar Harbor）で幾夏かを過ごした。町きっての裕福な家庭のひとつの、反抗的な、型にはまらない令嬢として、彼女はしばしばワシントンの諸新聞に名前が出た。20歳代初めに彼女は、ひもでつないだ2頭目のウマに自分の前を走らせつつバー・ハーバーを襲歩で走り抜けたり、両脚を片側に垂らす片鞍乗りをせずに男のように脚を開いて馬にまたがって乗ったりして、大ニュースになった。
バーネイは、自分が女性同性愛者であることを12歳までに知ったし、「率直に、何も隠さずに生きる」決心をした、とのちに言った。1899年、バーネイはパリのダンス・ホールで高級娼婦リアーヌ・ド・プジーを見たあと、小姓の衣裳をまとってプジーの住まいに現われ、自分はサッポーが使わした「愛の小姓」であると伝えた。プジーは、肩書のある裕福な人々のあいだでいつもひっぱりだこの、フランスで最も有名な女性のひとりであったが、バーネイの大胆さは彼女を魅了した。 ふたりの短い情事は、プジーの、すべてを語るモデル実話小説『Idylle Saphique』（サッポーの田園詩）の題材となった。本書は1901年に刊行されて、パリのうわさになり、初年で69回にわたって重刷された。バーネイはまもなく作中人物のひとりのモデルとしてよく知られていた。しかしながら、このときまでには、ふたりは、高級娼婦の生活からプジーを救出したいというバーネイの望みをめぐって喧嘩が繰り返されたあげく、すでに別れていた。
バーネイ自身は『Idylle Saphique』にひとつの章を寄稿したが、そこで彼女は、サラ・ベルナールの劇ハムレットを見物する、劇場の仕切りを立てられたボックス席でプジーの足元で横になっているところを描写した。幕間の間中、バーネイは（「フロッシー」として）ハムレットの苦境を女性のそれと比較した：「無慈悲な運命が、行為への情熱を感じる女性を鎖につなぐとき、彼女らにとって何があるであろう？　承認される法律が男性の法律のみであるときに、運命がわれわれを女性にした」。彼女はまた情事に関する彼女自身の書簡体小説『Lettres à une Connue』（『わたしの知っているある女性への書簡集』）を書いた。バーネイは本書の出版者を見つけられなかったし、のちにこれを世間知らずで下手だと考えたが、これは同性愛を議論したことで評価されるべきである。バーネイは同性愛を自然なものと見なし、アルビノにたとえた。「わたしの同性愛は悪徳ではないし、故意ではないし、誰にも危害を加えていない」と彼女は言った。

## エヴァ・パーマー・シケリアノス

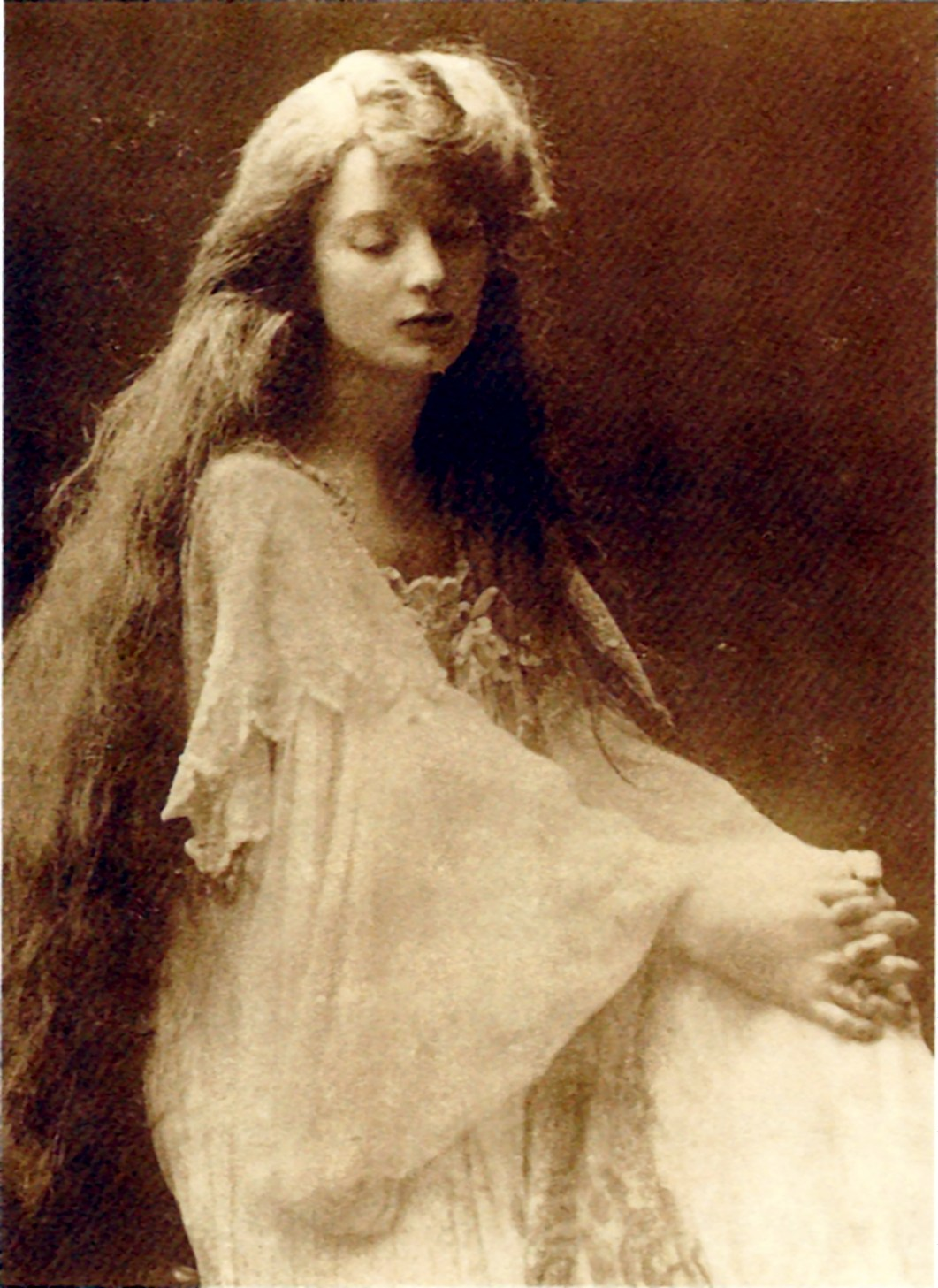
エヴァ・パーマー・シケリアノス

バーネイの最初の親密な関係は、エヴァ・パーマー・シケリアノスと始まった。1893年、ふたりはメイン州のバー・ハーバー (en) における避暑休暇中に知り合った。バーネイはパーマーを中世の処女にたとえたが、これは彼女の足首までの赤毛、海緑色の眼、白い肌への賛辞であった。ふたりは幾年にもわたって親密なままでいることになる。パリ16区において、二人はシャルグラン通り (fr) 4番地のアパルトマンを共有することになる。のちにふたりはヌイイ＝シュル＝セーヌにそれぞれ独居した。バーネイは、別の女性らを、たとえばポーリン・ターンを、ロマンチックに追い求めることにしばしばパーマーの助力を求めることになる。パーマーは最後にはバーネイのもとを去ってギリシアに行き、詩人で劇作家のアンゲロス・シケリアノスと結婚した。これらの事態の展開のあとはふたりの関係は続かず、バーネイはアンゲロスをよく思わなかったし、激した手紙が交わされた。のちにふたりの人生において、友情関係は修復され、ふたりとも自分たちがたがいの人生において演じた役割について成熟した見方をした。

## ルネ・ヴィヴィアン
1899年11月、バーネイは、ルネ・ヴィヴィアンというペンネームの方でよく知られたポーリン・ターンに会った。ヴィヴィアンにとってはこれは一目惚れであったが、バーネイは、彼女が詩作品のうち1篇を朗誦するのを聞いたのちヴィヴィアンに魅せられ、これを彼女は「死への願望に取り憑かれた」と描写した。ふたりのロマンチックな関係はまた、どちらにとっても執筆の霊感を与える創造的な交換でもあった。バーネイは、ヴィヴィアンが詩において探求したフェミニズムの理論的な枠組みを与えた。ふたりは、歴史と神話のなかに英雄的な女性の例を探すこともしながら、女性間の愛を記述する宮廷風恋愛の約束事に加えて、象徴主義詩人のイメージャリーを採用した。ふたりにとってサッポーは特別に重要な影響を与える者であったため、ふたりはサッポーの現存する断片を原文で読むためにギリシア語を研究した。ふたりともサッポーの人生に関する劇を書いた。
ヴィヴィアンはバーネイをムーサと見なし、バーネイが言うように、「彼女は、ほとんど私を知らないままに、わたしを通じて、新たな霊感を見出した」。バーネイは、ヴィヴィアンが彼女にファム・ファタールの役を割り当ていたことや、彼女は彼女の芸術のために「もっぱら苦しむことに...没頭すること」を欲していることを感じた。ヴィヴィアンはまた貞節の価値を信じたが、バーネイはそれに同意することには気が進まなかった。1901年、バーネイがワシントンD.C.にいる家族を訪問している間、ヴィヴィアンは彼女の手紙に返事を出すのをやめた。バーネイは幾年間にもわたって彼女を取り戻そうとし、あるとき友人であるオペラティック・メゾソプラノのエンマ・カルヴェを説得してヴィヴィアンの窓の下で歌わせ、彼女はバルコニーにいるヴィヴィアンに花束に巻いた詩を投げ上げたが、花も詩もどちらも女性家庭教師によって横取りされ、返された。
1904年、彼女は『Je Me Souviens』（『わたしは憶えている』）を書いたが、これは、ヴィヴィアンを取り戻そうと企てて、彼女あてに贈られたたった一通の自筆の、ふたりの関係に関する、強烈に個人的な散文詩である。ふたりは和解し、連れだってレスボス島に旅行し、短い間ふたりで幸福に暮らし、伝承ではサッポーが約2500年前に設立したような、女性のための詩の学校を始めることを語り合った。しかしながら、ヴィヴィアンはまもなく恋人のエレーヌ（ツイレン・ド・ニーヴェルト男爵夫人（the Baroness de Zuylen de Nyevelt））から手紙を受け取り、エレーヌと会って別れを切り出すことを考えながらコンスタンティノープルに行った。ヴィヴィアンはのちにパリでバーネイに会う計画であったが、そのかわりに男爵夫人の家に滞在し、今度は永続的に破局した。
ヴィヴィアンの健康はこののち急速に衰えた。ヴィヴィアンの友人で隣人のコレットによれば、彼女はほとんど何も食べず、大酒を飲み、酒臭さを消すために香りをつけた水で口をゆすぐことをさえした。コレットの記述から、ヴィヴィアンが神経性無食欲症だったとする一部の説があるが、この診断は当時存在しなかった。ヴィヴィアンはまた鎮静剤である抱水クロラールの依存症を持っていた。1908年、彼女はアヘンチンキの過剰摂取のよる自殺未遂をし、翌年、死去した。50年後に執筆された回想録でバーネイはこう書いている。「彼女を救おうとしても救うことはできなかった。彼女の人生は、長い自殺であった。すべてのものが、彼女の両手の中では塵と灰になった。」。

## 詩と劇
1900年、バーネイは処女作を刊行したが、それは『Quelques Portraits-Sonnets de Femmes』（『女性たちの肖像ソネット数編』）という詩集であった。バーネイは自由詩を好まなかったので、それらの詩は伝統的なフランス語韻文と形式的な、旧式のスタイルで書かれた。これらの詩作品は「習作」と説明されてきたが、この刊行によってバーネイは、サッポー以後、女性の愛について公然と書いた最初の女性となった。バーネイの母は、モデルの4人の女性のうち3人が娘の恋人たちであることを全く気づかずに、パステル画の挿絵を寄せた。
書評は全般的に肯定的で、詩作品の女性同性愛的主題を曲解し、なかには誤解さえしたものもある。「ワシントン・ミラー」によれば、バーネイは「男性の唇と眼への讃歌を書く。初心者のようにでもない。」。しかしながら、社交界ゴシップ紙の見出しは「ワシントンでサッポーが歌う」とわめきちらしたため、警戒した彼女の父は、出版社に残っている在庫と印刷版を買い求め、破壊した。

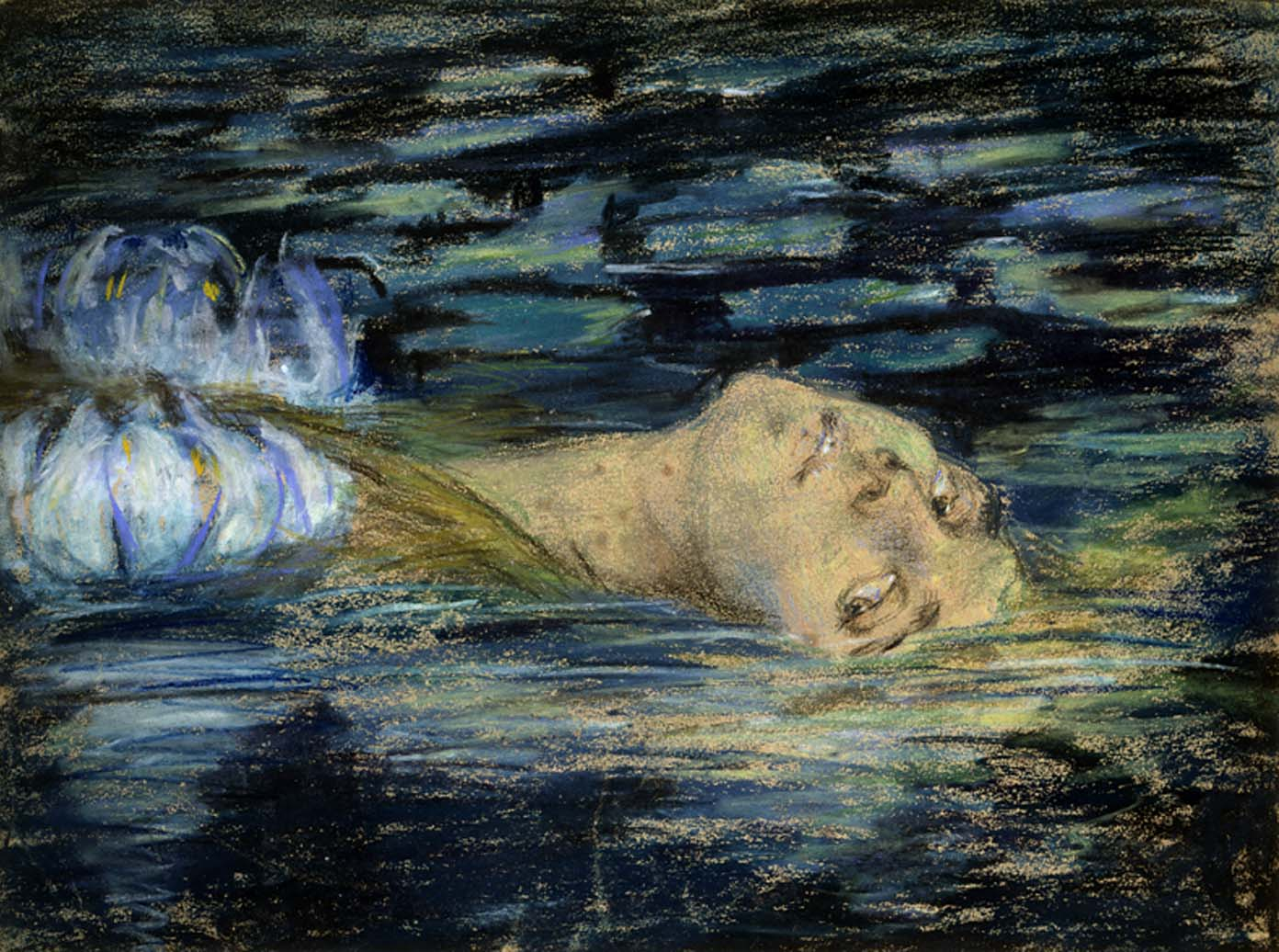
『睡蓮』　アリス・パイク・バーネイ作　パステル／紙　1910年　バーネイのいとこであるエレン・ゴワンの肖像　『Quelques Portraits-Sonnets de Femmes』の挿絵のひとつ　スミソニアン・アメリカ美術館所蔵

父の影響を避けるためにバーネイは次の書物『Cinq Petits Dialogues Grecs』（『短いギリシアの対話5篇』）をトリフェ（Tryphé）という偽名で刊行した。この名は原稿を編集・改訂するのを手伝った詩人および作家ピエール・ルイスの諸作品に由来した。バーネイはまた本書を彼に捧げた。対話のうち第一の舞台は古代ギリシアで、サッポーの長い描写を含むが、彼女は「他のひとが自分の誠実さに忠実である以上に、自分の移り気に忠実」である。もうひとつのは、キリスト教に対する異教の優位を議論する。1902年の父の死は、彼女に相当の財産を遺し、彼女が、書物の著者であることをかくす必要を無くした。その後彼女は二度と偽名を使わなかった。
『Je Me Souviens』は、ヴィヴィアンの死後、1910年に刊行された。同年、バーネイは『Actes et Entr'actes』（『幕と幕間劇』）を刊行したが、これは短い劇と詩作品の選集である。劇のうち1篇は『Equivoque』（『曖昧』）であったが、これはサッポーの死の伝説の修正主義版である。サッポーは、船乗りファオンへの愛のために絶壁から身を投げるのではなく、ファオンが自分が愛する女性と結婚しようとする悲しみから死を選ぶ。この劇は、サッポーの断片からの引用をバーネイ自身のギリシア語による脚注と合体させた。
バーネイは、「もしわたしにひとつの野望があったなら、それはわたしの人生を詩にすることであった」と言って、ヴィヴィアンほどには詩を真面目に受け止めていなかった。彼女の劇は、彼女の庭園でアマチュア劇団によって上演されたにすぎない。ペース大学の英語学教授で、女性およびジェンダー学科長のカーラ・ジェイによれば、それらの大半は首尾一貫した筋を欠き、「いかに共感的な観客であっても十中八九、彼らを困惑させるであろう」という。1910年以降、彼女は主としてエピグラムと回想録を執筆し、彼女はむしろそれらによってよく知られている。彼女の最後の詩集は『Poems & Poemes: Autres Alliances』といい、フランス語と英語両方でのロマンチックな詩を集め、1920年に刊行された。バーネイは、エズラ・パウンドにこれら詩作品の推敲を依頼したが、その一方で彼がよせた詳細なアドバイスを無視した。

## サロン
60年間超にわたってバーネイは人々が集まって社交し、文学、美術、音楽その他の重要な話題を議論する、週に1回の集まりである文学サロンを主催した。バーネイは女性の執筆のために努力した一方で、また当時、最も有力な男性作家のうち幾人かをもてなした。彼女は、国外在住のモダニストらとアカデミー・フランセーズの構成員らをたくみにまとめた。ジョーン・シェンカー（Joan Schenkar）はバーネイのサロンを、「女性同性愛の、学者らとの密会の約束と面会の約束とが、一種の陽気な、他家受粉する、認知的不協和音を奏でながら共存し得る場所」と描写した。
1900年代にバーネイはヌイイにある邸宅でサロンの初期の会合を開いた。娯楽のなかには詩の朗読やしろうと芝居もあり、コレットが時々出演した。マタ・ハリが一度ゴダイヴァ夫人としてトルコ石色の七宝の馬具をつけた白馬に乗って庭園に入り、ダンスを演じた。

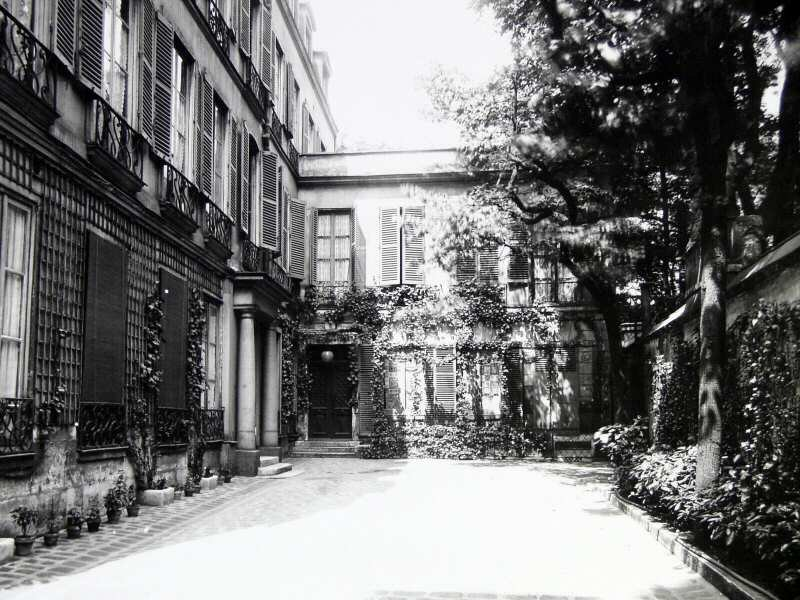
60年間サロンが開かれた2階建ての「パヴィヨン」, パリ6区ジャコブ通り20番地

1909年にバーネイにヌイイを去る気にさせたのは劇『Equivoque』かもしれない。当時の新聞記事によれば、家主がサッポーに関する劇の屋外上演に反対した。バーネイは賃貸借契約を取り消し、パリのカルチエ・ラタン界隈ジャコブ通り (fr) 20番地のパヴィヨンを賃借し、1960年代後半までそこでサロンを開いた。これは、通りに接する母屋から三面が隔てられた小さな2階家であった。パヴィリオンの隣には、一隅にドーリア式の「友情の寺院」が隠れた、草木が生い茂った大きな庭があった。この新たな場所で、サロンは詩の朗読と会話のある、一層とりすました外観を見せたが、ひょっとするとこれは、バーネイがもし大きなダンス・パーティーが行われればパヴィリオンの床がもたないであろうと言われていたからであるかもしれない。この期間中の常連には、ピエール・ルイス、ポール・クローデル、フィリップ・ベルトロ、翻訳家ジョゼフ＝シャルル・マルドリュスも含まれていた。
第一次世界大戦中、バーネイのサロンは戦争に反対する人々にとっての避難所となった。アンリ・バルビュスは、反戦小説『砲火』からの抜粋を朗読し、バーネイはジャコブ通りで平和女性会議（Women's Congress for Peace）を主催した。戦中のその他のサロンの訪問者には、オスカル・ミロシュ、オーギュスト・ロダン、そしてフランス外人部隊からの賜暇中に訪れた詩人アラン・シーガーがいた。

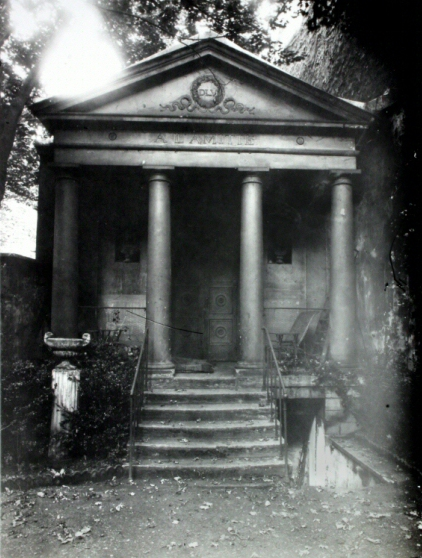
友情の寺院　ジャコブ通り20番地　1910年

1920年代初めには、エズラ・パウンドはバーネイの親友で、しばしば訪問した。ふたりは、ポール・ヴァレリーとT・S・エリオットが仕事をやめ、執筆に没頭できるように資金援助を企んだが、ヴァレリーは他のパトロンを見つけたし、エリオットは援助を拒否した。パウンドはバーネイを前衛作曲家ジョージ・アンタイルに紹介したし、彼女自身の音楽の趣味は伝統的なものに傾いていた一方、彼女はアンタイルの『5台の楽器のための交響曲』と『弦楽四重奏曲』の初演において主催者を務めた。またパウンドが長年の情婦であるヴァイオリニストのオルガ・ラッジに会ったのは、バーネイのサロンにおいてであった。
1927年、バーネイは女性作家に栄誉を与える「Académie des Femmes」（女性アカデミー）を始めた。これは17世紀にルイ13世によって創設され、当時その40名の「不死の存在」にひとりも女性を含んでいなかった有力なアカデミー・フランセーズへの応答であった。アカデミー・フランセーズとは異なり、彼女の女性アカデミーは形式を重んじる組織ではなく、定期的な金曜日のサロンの一部として開かれる一連の朗読であった。栄誉を受けた人々には、コレット、ガートルード・スタイン、アン・ウィッカム（Anna Wickham）、ラシルド（Rachilde）、リュシー・ドラリュ＝マルドリュス、ミナ・ロイ（Mina Loy）、ジューナ・バーンズ、そして死後にはルネ・ヴィヴィアンも含まれる。  
20年代のサロンのほかの訪問者には、フランスの作家アンドレ・ジッド、アナトール・フランス、マックス・ジャコブ、ルイ・アラゴン、ジャン・コクトー、英語作家フォード・マドックス・フォード、サマセット・モーム、F・スコット・フィッツジェラルド、シンクレア・ルイス、シャーウッド・アンダーソン、ソーントン・ワイルダー、T・S・エリオット、ウィリアム・カーロス・ウィリアムズ、さらにドイツの詩人ライナー・マリア・リルケ、ベンガルの詩人ラビンドラナート・タゴール、ルーマニアの美学者で外交官のマチラ・ギカ、ザ・ニューヨーカーのスタイルを確立したジャーナリストのジャネット・フラナー、ナンシー・キュナード、刊行者メアリー・フェルプス・ジェイコブとハリー・クロスビー、美術収集家でパトロンのペギー・グッゲンハイム、シルヴィア・ビーチ（ジェイムズ・ジョイスの『ユリシーズ』を刊行した書店主）、画家タマラ・ド・レンピッカ、マリー・ローランサン、そして舞踊家イサドラ・ダンカンも含まれる。
1929年の著書『Aventures de l'Esprit』（『精神の冒険』）のために、バーネイは、サロンに出席した100人を超える人々の名前を、家、庭、「友情の寺院」の略地図に押し込んだ社会的図式を作った。前半は、多年にわたって彼女の知る、または会った男性作家13人の思い出で、後半は彼女の「Académie des Femmes」（女性アカデミー）の各構成員のために章をさいた。このジェンダー的に均衡の取れた構成は、書物の包装では貫かれず、男性作家のうち8人を列挙し、それから「...幾人かの女性」と付け加えた。
20年代後半に、ラドクリフ・ホールは、その小説『The Well of Loneliness』がイギリスで発禁とされたのち、大勢の人々を引きつけた。1932年の詩人エドナ・ミレイによる朗読は、サロンを満員にした。1930年代の別の金曜日のサロンでは、ヴァージル・トムソンが、これはガートルード・スタインによる台本に基づくオペラ『3幕の4人の聖人』から歌を披露した。
パリに滞在した有名なモダニスト作家のうち、アーネスト・ヘミングウェイは、ひとたびもサロンに姿を現さなかった。ジェイムズ・ジョイスは1、2度現われたが、それを好まなかった。マルセル・プルーストは、『失われた時を求めて』のために調査をしている間に女性同性愛文化についてバーネイと話し合うために一度ジャコブ通り20番地を訪れたが、金曜日のサロンには一度も出席しなかった。彼の訪問は、彼の病のためにくりかえし延期されたし、会見が実際にやっと行われたとき、彼はひどく神経質になったあまり目的の話題を持出すことが出来なかった。

## エピグラムと小説
『Éparpillements』（『四散したもの』1910年）はバーネイの最初の『パンセ』（「pensées」）--文字通りに思考--の最初の選集であった。
この文学形式はサブレ伯爵夫人のサロンで完成された17世紀以来フランスにおけるサロン文化と関係があった。バーネイの『パンセ』は、サブレ自身の『格言集』と同様に、短く、しばしば一行のエピグラムすなわち「bon mot」（気の利いた言葉）であって、たとえば「悪い口よりも邪悪な耳が多い」、「結婚しているということは、ひとりでいることでも一緒にいることでもない」。
彼女が『Éparpillements』を一部、レミ・ド・グールモンに送ったのち、彼女の作家としてのキャリアは後押しをうけた。彼はフランスの詩人、文芸批評家、哲学者で、30歳代に美観を損なう疾病である尋常性狼瘡にかかったのち隠者になっていた。彼は、いつもは自宅で少人数の旧友のみを迎えていた日曜日の会合にバーネイを招待するほど心を動かされた。彼女は、彼の人生を若返らせるような影響を与える者となり、彼を説得して晩のドライブ、ジャコブ通りでの晩餐、仮面舞踏会、そしてセーヌ川での短い船旅にさえ連れ出した。彼は、広範囲にわたる会話のうちいくつかを『メルキュール・ド・フランス』で一連の手紙にして公表し、そこでバーネイをフランス語で女性の騎手をもアマゾーンをも意味し得る「l'Amazone」と呼んだ。その諸書簡はのちに単行本に集められた。彼は1915年に死去したが、彼が彼女につけたあだ名は、生涯、彼女とともに生きることになる--彼女の墓石すら、彼女を「レミ・ド・グールモンのアマゾン」としている--そして彼の『アマゾンへの手紙』は読者を、彼らに霊感を与えた女性に関してもっと知りたいままにしておいた。
バーネイは、1920年に最も公然と政治的な作品『Pensées d'une Amazone』（『アマゾンの思考』）を出版した。第1部「性的逆境、戦争およびフェミニズム」において、彼女はフェミニズムと平和主義を展開し、戦争を「男性によって定められる不随意的集団的自殺」と記述した。彼女は、戦争において男性たちは「女性が生命の母となるように、死の父となる」と言った。エピグラム的形式は、バーネイの見解の細部を決定することを困難にしている。思想は結局は抜け落ちているし、なかには相互に矛盾している「パンセ」もあるように思われる。批評家のなかには、彼女は、戦争に至る侵略は、すべての男性関係に見られると言っていると解釈するものもいる。しかしながらカーラ・ジェイは、彼女の哲学はそれほど広範囲なものではないし、「戦争を『愛する』人々は、適切な気晴らしの愛を--生活の技術を--欠いている」というエピグラムによく要約されていると主張する。
『Pensées d'une Amazone』の別の部分「誤解、あるいはサッポーの訴訟」は、同性愛に関する歴史的文書を、彼女自身の注釈とともに集めた。また彼女は、「小説は人生よりも長い」そして「ロマン主義は幼年時代の病気である。若くしてこれにかかる人々は最も強壮である」と書いて、アルコールや友情、老年、文学のような論題を取り扱った。第3巻『Nouvelles Pensées de l'Amazone』（『アマゾンの新思考』）は1939年に出版された。
『The One Who is Legion, or A.D.'s After-Life』（1930年）は、バーネイのただ一つの小説であるうえに、全文英語で書かれたただ一つの本であった。これはロメイン・ブルックスの挿絵入りで、A.D.としか知れない自殺者に関係するが、彼女は半陰陽的存在として生き返らせられ、彼女自身の人生の書を読む。この書物内書物は『A.D.の恋愛遍歴』という題名で、バーネイ自身の著作とほぼ同じように、賛歌や詩作品、エピグラムの選集である。

## 主な関係
バーネイは非単婚制を実践し、そして擁護した。早くも1901年に『Cinq Petits Dialogues Grecs』において、彼女は多角的な関係に賛成し、嫉妬に反対した。『Éparpillements』において彼女は書いた。「ひとは、魅力がたんなる習慣にならない目的で愛するひとには、非誠実である」。彼女自身は嫉妬することがあったが、彼女は、少なくとも自分の恋人のうち幾人かを、非単婚的であるように積極的に鼓舞した。
ひとつには、英語で『Portrait of a Seductress』として刊行されたジーン・シャロン（Jean Chalon）の初期の伝記のおかげで、彼女は、執筆やサロンでよりも、多くの恋愛関係で、より広く知られた。彼女はかつて一覧表を完全に書きあげ、3つの範疇に分けた。すなわち、密通（liaisons）、半密通（demi-liaisons）および冒険（adventures）。
コレットは「半密通」であったが、幾年間か断続的な情事があった画家・家具デザイナーのエア・ド・ラナックス（Eyre de Lanux）は「冒険」として名簿に載せられた。密通--彼女が最も重要と見なした関係--のうちには、オリーヴ・カスタンス（Olive Custance）、ルネ・ヴィヴィアン、エリザベート・ド・グラモン、ロメイン・ブルックス、ドリー・ワイルドがいた。これらのうち3つの最長の関係は、ド・グラモン、ブルックス、そしてワイルドとのものであった。1927年から彼女はこれら3人全員と同時に関係を持ち、この三つ又はワイルドの死によってようやく終った。コレットやリュシー・ドラリュ・マルドリュスとの情事のようなより短い情事は、しばしば終生の友情に展開した。

### エリザベート・ド・グラモン

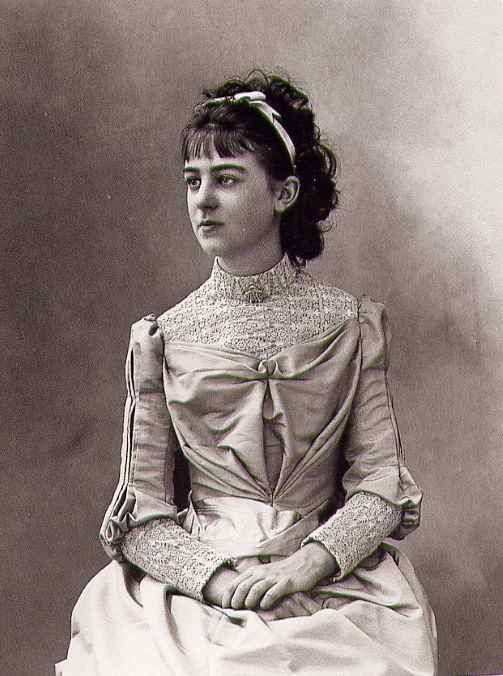
エリザベート・ド・グラモン　1889年　ナダール撮影

クレルモン=トネール公爵夫人エリザベート・ド・グラモンは、人気のある回想録で最もよく知られる作家であった。フランスのアンリ4世の子孫である彼女は、貴族の間で成長した。彼女が子供であったとき、ジャネット・フラナーによれば、「彼女の農場の農夫が...彼女に、われわれの家の中に入る前に靴を洗わないようにと懇願した。」。彼女は、失われた富と特権の世界をふり返ってもほとんど残念に思わず、社会主義支持者で「赤い公爵夫人」として知られるようになった。
彼女がバーネイに会った1910年に、彼女は既婚で娘が2人いた。彼女の夫は暴力的で暴君的であったと言われている。ふたりは最後には別れたし、1918年に彼女とバーネイは婚姻契約を書き上げたが、そこでは「この結婚ほど、強い結婚は無く、優しい結婚は無いし、--長続きする関係は無い」。
ド・グラモンはバーネイの非単婚を--ひょっとすると最初はいやいや--受入れ、わざわざ他の恋人たちに親切にし、彼女がバーネイを田園の休暇に招いたときには、いつもロメイン・ブルックスも招待した。関係は1954年のド・グラモンの死去まで続いた。

### ロメイン・ブルックス
バーネイの最も長い関係は、アメリカの画家であるロメイン・ブルックス（1874年 - 1970年）とのもので、ふたりは1914年頃に会った。ブルックスは肖像画が専門で、グレーや黒、白というくすんだ色味を使うことで有名であった。1920年代に彼女は、バーネイの交際範囲内の幾人かの構成員の肖像画を描いたが、そのなかにはド・グラモンやバーネイ自身も含まれる。ブルックスは、バーネイのゆきずりの情事をからかえるくらいよく我慢したし、そして長い年月にわたる自分自身の情事も幾つかあったが、しかし新たな恋が真剣になると嫉妬深くなることがあった。
いつもは彼女は町から出るだけであったが、あるとき彼女はバーネイに、彼女かドリー・ワイルドかのいずれかを選ぶ最後通牒を発し、バーネイが譲歩するまで譲らなかった。それと同時に、ブルックスはバーネイを熱愛していながら、フルタイムのカップルとして彼女と共に暮らしたくはなかった。彼女はパリを嫌い、バーネイの友人たちを軽蔑し、バーネイが好んだ絶え間ない社交をきらい、ひとりきりでいるときにしか完全に自分らしくいられないと感じた。ブルックスの孤独の必要をみたすために、ふたりは、二つの翼をダイニング・ルームでつなぐサマー・ハウスを建てたが、ふたりはそれを「Villa Trait d'Union」、ハイフンでつないだヴィラ、と呼んだ。またブルックスは年の大部分をバーネイから離れて、イタリアで過ごすか、ヨーロッパの他の場所を旅行して過ごした。ふたりは50年余の間たがいに熱愛し合ったままでいた。

### ドリー・ワイルド
ドリー・ワイルド（1895年 - 1941年）はオスカー・ワイルド（ナタリー・バーネイは彼と少女のときに会った）の姪で、ワイルドの名を帯びた一族最後の一人であった。彼女はエピグラム的な機知で有名であったが、有名なおじとはちがって、天賦の才を出版可能な執筆に向けられなかった。彼女が遺したものは書簡集だけであった。彼女は翻訳者としていくらかの仕事をしたが、1927年に会ったバーネイをふくむ人々にしばしば資金面で援助を受けていた。
ヴィヴィアンと同様に、ワイルドは自己破壊を決心しているように見えた。彼女は大酒を飲み、ヘロイン常用者になり、そしていくたびか自殺未遂をした。バーネイは更生のために金を出したが、いつも効果的はなかった。ワイルドはある更生施設に滞在している間に、当時医師の処方が不要なまま入手できた催眠薬であるパラアルデヒドの依存症にもかかってしまった。
1939年、彼女は乳癌と診断され、外科手術を拒み、代替治療法を探した。翌年、第2次世界大戦が彼女をバーネイから引き離した。彼女はイングランドに向けてパリを発ち、バーネイはブルックスとともにイタリアに行った。
1941年、彼女は死亡した。死因は十分に説明されなかったが、ことによるとパラアルデヒドの過量投与だったかもしれない。

## 第2次世界大戦以降
バーネイの第二次世界大戦中の態度は、論議の的となってきた。1937年、トラブリッジ夫人（Lady Troubridge）ウナ・ヴィチェンツォ（Una Vincenzo）は、バーネイはファシズムの暴政について頭の弱い、わけのわからないことをたくさん話していると不平をこぼした。バーネイ自身は8分の1ユダヤ人であったし、彼女は戦中をロメイン・ブルックスとともにイタリアで過ごしたので強制収容所に強制移送される危険を冒した--これは彼女が姉妹ローラに手紙を書いて堅信の証拠を提供してもらうことによってのみ回避できた運命であった。が、にもかかわらず、イタリアでは戦争に関する他の情報源が無かったために、彼女は連合国を侵略者として描く枢軸国の宣伝を信じ、それで親ファシズムが彼女の平和主義の論理的結論であるように彼女には思われた。彼女が戦争中に執筆した未刊の回想録は親ファシスト的で、反ユダヤ主義的で、ヒトラーの演説を、見たところでは賛同して、引用した。
彼女の回想録の反ユダヤ主義的な諸節が、彼女がユダヤ人ではないことの証拠として用いられるつもりであったということはあり得る。あるいはまた、彼女はエズラ・パウンドの反ユダヤ主義的ラジオ放送に影響されていたかもしれない。いずれにせよ、彼女は、合衆国行きの船でユダヤ人夫婦がイタリアから逃れるのを実際に手助けした。終戦までに彼女の共感は再び変わっていたし、彼女は連合国を解放者と考えた。
「Villa Trait d'Union」は爆撃によって破壊された。戦争ののち、ブルックスはバーネイとパリに住むのを断った。彼女はイタリアに残ったし、ふたりはたがいにしばしば訪問し合った。ふたりの関係は、1950年代半ばまで単婚的のままであったが、そのときバーネイは最後の新たな恋人、引退したルーマニア大使の妻ジャニーン・ラホヴァリーに出会った。ラホヴァリーはロメイン・ブルックスの友人となり、バーネイはブルックスにふたりの関係がまだ最優先であると安心させ、三角形は安定しているように見えた。

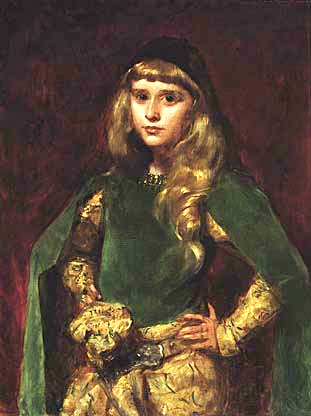

サロンは1949年に再開し、若い作家たちを引きつけ続けたが、これは彼らにとっては、文学的名声を博す場所と同じくらいに、歴史の一片であった。トルーマン・カポーティは、ほとんど10年間にわたって、断続的な招待客であった。彼は、装飾を「完全に20世紀の初め」と描写し、バーネイが彼を、マルセル・プルーストの『失われた時を求めて』の幾人かの作中人物のモデルに紹介したことを憶えていた。アリス・B・トクラスは、彼女のパートナーだったガートルード・スタインが1946年に没したのち、常連になった。1960年代の金曜日は、メアリー・マッカーシーとマルグリット・ユルスナールに栄誉を与えたが、マルグリット・ユルスナールは、バーネイの死から8年後の1980年に、アカデミー・フランセーズの初の女性構成員となった。
バーネイはエピグラムの執筆には戻らなかったが、自分が知る他の作家2人の回想録を2巻出版した、すなわち、『Souvenirs Indiscrets』（『Indiscreet Memories』1960年）と『Traits et Portraits』（『Traits and Portraits』1963年）。彼女はまたブルックスの回想録の出版者を見つけるためと、彼女の絵画作品を画廊に置くことのために努力した。
1960年代後半にブルックスはますます隠遁で、偏執症的になった。彼女は鬱にかかり、バーネイがよこした医師に会うことを拒んだ。彼女はふたりが晩年を排他的に過ごすことを希望していたが、晩年にはラホヴァリーの存在を苦々しく感じ、最後にはバーネイとの関係を断った。バーネイは彼女宛てに手紙を書き続けたが、返事は無かった。ブルックスは1970年12月に没し、バーネイは1972年2月2日に心不全で死去した。

## 遺産

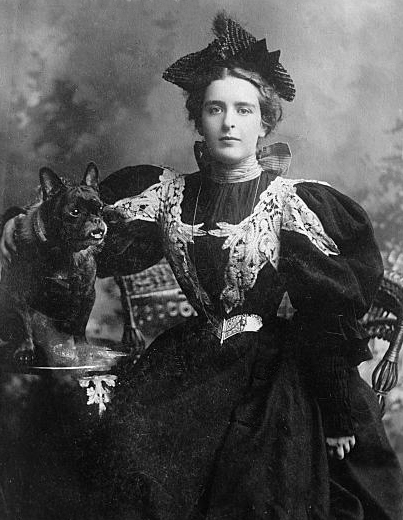
若きバーネイの肖像写真　愛犬とともに

バーネイの人生の終わりまでに、彼女の作品の大半は忘れ去られていた。1979年、ナタリー・バーネイは、ジュディ・シカゴのフェミニズムの芸術作品である『ディナー・パーティ』で席の設定という栄誉を与えられた。1980年代、バーネイは、後期のフェミニストの作家たちの関心事の、カーラ・ジェイのいわゆる「ほとんど不気味な予想」をもってその価値が認識され始めた。彼女の回想録やエッセイ、エピグラムのうちいくつかの英訳が1922年に現われたが、劇や詩の大半はまだ未だ英訳されていない。
サロンや多くの文学上の交友を介しての、文学への彼女の間接的な影響は、作品のなかで彼女に言及したり描写した多くの作家の中に見られる。コレット作『去り行くクローディーヌ』（1903年）は、「ミス・フロッシー」としてのバーネイの短い出現を含むが、これは、小説『Idylle Saphique』のなかでプジー彼女に与えたあだ名の再来である。ルネ・ヴィヴィアンは、彼女に関する多くの詩作品を書き、それからもちろん象徴主義小説『Une Femme M'Apparut』（『ある女性がわたしに現われた』、1904年）を書き、そのなかで彼女は「刃なみに鋭くかつ青い...眼...」を持ち、「危険の魅力が彼女から発せられ、わたしを容赦なく引きつけた」と描写されている。レミ・ド・グールモンは、その『Letters to the Amazon』で彼女に呼びかけ、トルーマン・カポーティは最後の未完の小説『叶えられた祈り』（Answered Prayers: The Unfinished Novel）で彼女の名前を挙げた。彼女はまた、彼女に一度も会ったことの無い作家ののちの小説2作に現われる：フランチェスコ・ラパッツィーニ（Francesco Rapazzini）の『Un Soir chez l'Amazone』（2004年）はバーネイのサロンの歴史小説であり、アンナ・リヴィアの『Minimax』（1991年）は、彼女とルネ・ヴィヴィアンの両者を生ける吸血鬼として描く。
リリアン・フェーダーマン（Lillian Faderman）によれば、「1928年と1960年代後半と間の40年間に、英語や本書が翻訳された11言語のいずれかを読む能力があり、『The Well of Loneliness』に親しんでいない女性同性愛者は、十中八九、いない。」この小説の著者であるラドクリフ・ホールは、バーネイが性倒錯者と呼んだものがより広く容認されるような議論を意図したけれども、主人公の自己嫌悪と「freak（フリーク）」や「mistake of nature（自然のおかした間違い）」のような語の用法について、女性同性愛の読者からしばしば批判されてきた。バーネイは、サロンの女性主催者であるヴァレリー・シーモアとして、普通とは異なった態度の象徴として、小説に登場する。
「自信のある穏やかなヴァレリーは、勇気のある雰囲気を作りだした。だれもが、ヴァレリー・シーモア方に集まったときは、すこぶる平常で勇敢な気がした。」。
リュシー・ドラリュー＝マルドリュスは20世紀の初め頃にバーネイ宛てに愛の詩を書き、1930年に小説『L'Ange et les Pervers』（『天使たちと倒錯者たち』）で彼女を描いたが、そのなかで彼女は「ナタリーがわたしを入信させた生活はもちろん、ナタリー自身をも分析し描写した」と言った。この小説の主人公はマリオンという半陰陽者で、この人物は女装して文学サロンに通ったり、スカートからズボンに着替えて男性同性愛者の夜会に出席したりして、二重生活を送っている。バーネイはサロンの女性主催者のローレット・ウェルズであり、彼女は小説の大部分を、ルネ・ヴィヴィアンに基づく元恋人を取り戻すことに費やしている。本書の彼女の描写は、ときには、厳格なほどに批判的であるが、マリオンが一緒に居て楽しい人物は彼女だけである。彼または彼女がウェルズに語るところでは、彼女は「倒錯して...自堕落で、自己中心で、不公平で、かたくなで、ときに貪欲で...[しかし]本物の反逆者で、他人を煽動して反逆をさせる用意がある...あなたはひとを、泥棒をさえ、あるがままを愛することができる--その点にあなたの唯一の誠実さがある。それだからわたしはあなたを尊敬している。」。
1930年代にバーネイに会ったのち、ロシアの詩人マリーナ・ツヴェターエワは、『アマゾンへの手紙』（Letter to the Amazon、1934年）で彼女に呼びかけ、女性同士の愛に関する葛藤した感情を表現した。その結果は、文学研究者テリー・キャッスル（Terry Castle）によれば、「まったく隠蔽的で、妄想性の, 圧倒的な夢想の一片」である。

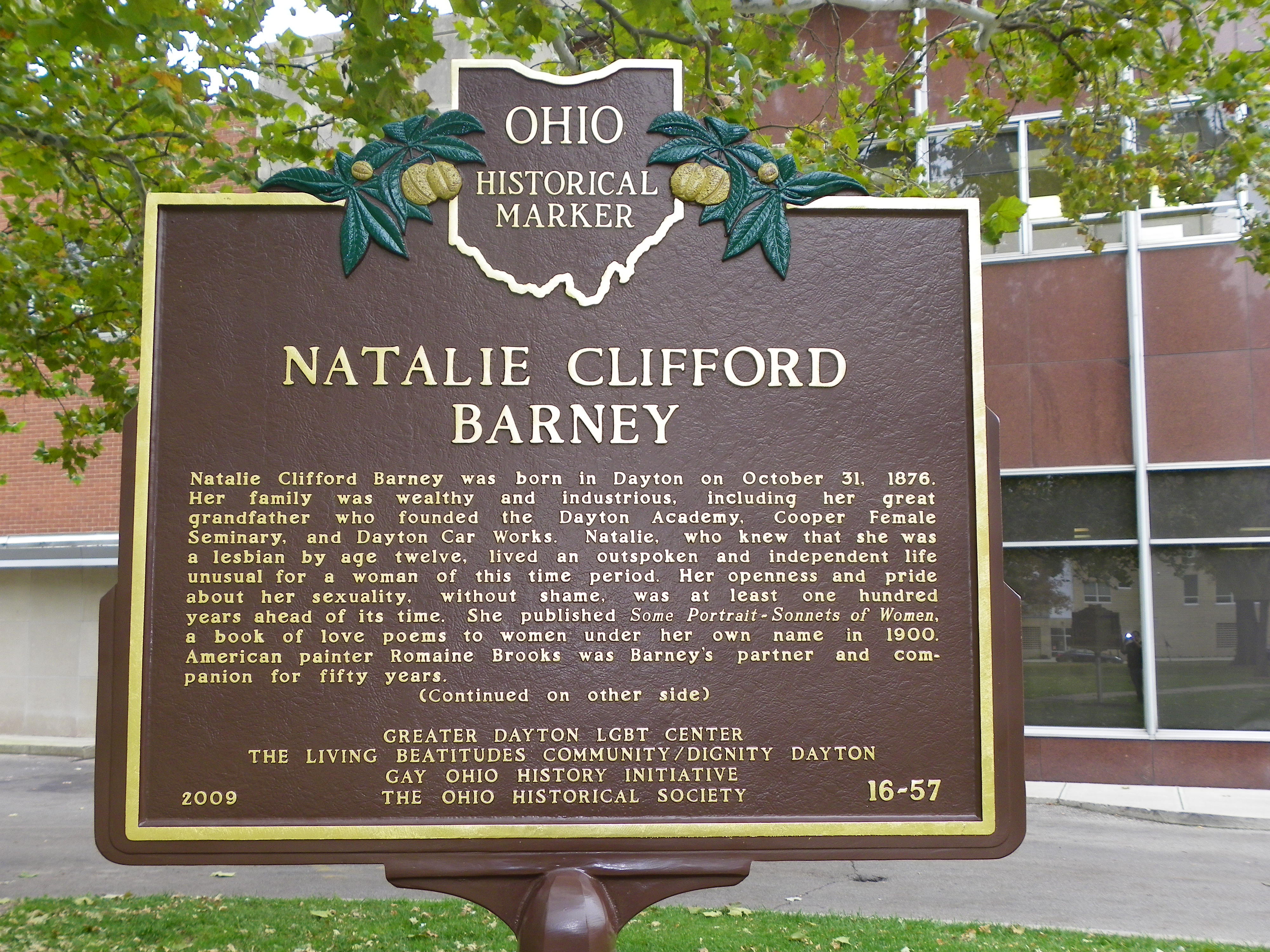
バーネイを記念する歴史的標識　デイトンのクーパー公園で

バーネイとその交際範囲内の女性たちは、ジューナ・バーンズのモデル実話小説『貴婦人年鑑』（1928年）の主題であり、エリザベス朝の板目木版画の様式によるバーンズ自身の挿絵とともに、古風なラブレーふうの文体で書かれている。彼女はエバンジェリン・ミュッセ夫人という主役を与えられ、「彼女は、体の後部と前部、そしてその他の最も彼女らを苦しめた部分を持つひどく嘆き悲しむ少女たちの、追求と休息と気晴らしのための一つの大赤十字を心に持つ人物であった」とされる。ミュッセ夫人は、若いときは「先駆者で厄介者」であったが、「ウィットがあり学識のある50歳」に達している。彼女は苦悩する女性を救い、知恵を授け、死においては聖人に叙せられている。同様に偽名で現れるのは、エリザベート・ド・グラモン、ロメイン・ブルックス、ドリー・ワイルド、ラドクリフ・ホールとそのパートナーのトラブリッジ夫人ウナ、ジャネット・フラナーとソリータ・ソラノ、そしてミナ・ロイである。『貴婦人年鑑』の曖昧な言葉遣い、内輪の冗談および両義性のために、批評家はこれが愛情のこもった風刺であるのかそれとも辛辣な攻撃であるのか論議を続けているが、バーネイ自身はこの本を愛し、一生、読み返した。
2009年10月26日、バーネイを記念する歴史的標識が故郷オハイオ州デイトンのクーパー公園に設置された。この標識は、オハイオ州で顕彰される人物の性的志向に言及する最初のものである2010年6月に何者かがこのこの銘板をひどく傷つける事件が起き、ヘイトクライムとして捜査が行われた。

## 作品

### フランス語
- Quelques Portraits-Sonnets de Femmes (Paris: Ollendorf, 1900)
- Cinq Petits Dialogues Grecs (Paris: La Plume, 1901; as "Tryphé")
- Actes et entr'actes (Paris: Sansot, 1910)
- Je me souviens (Paris: Sansot, 1910)
- Eparpillements (Paris: Sansot, 1910)
- Pensées d'une Amazone (Paris: Emile Paul, 1920)
- Aventures de l'Esprit (Paris: Emile Paul, 1929)
- Nouvelles Pensées de l'Amazone (Paris: Mercure de France, 1939)
- Souvenirs Indiscrets (Paris: Flammarion, 1960)
- Traits et Portraits (Paris: Mercure de France, 1963)

### 英語
- Poems & Poèmes: Autres Alliances (Paris: Emile Paul, New York: Doran, 1920) -- bilingual collection of poetry
- The One Who Is Legion (London: Eric Partridge, Ltd., 1930; Orono, Maine: National Poetry Foundation, 1987)

### 英訳
- A Perilous Advantage: The Best of Natalie Clifford Barney (New Victoria Publishers, 1992); edited and translated by  Anna Livia
- Adventures of the Mind (New York University Press, 1992); trans. John Spalding Gatton